# Eberhard Ruschenbusch
Eberhard Ruschenbusch (* 6. August 1924 in Utgast; † 21. Januar 2007 in Dieburg) war ein deutscher Althistoriker.
Eberhard Ruschenbusch legte 1967 seine Dissertation Solonos nomoi. Die Fragmente des solonischen Gesetzeswerkes an der Universität Hamburg vor, mit der er promoviert wurde. 1972 wurde er Professor für Alte Geschichte an der Universität Frankfurt am Main, an der er bis zu seiner Emeritierung (1992) lehrte. Ruschenbusch, der oft kontroverse Positionen vertrat, erwarb sich großes Ansehen als Kenner des altgriechischen Rechts. Einflussreich war auch seine 1978 vorgebrachte Hypothese, die Staseis, die viele griechische Poleis plagten, seien ausschließlich durch außenpolitische Faktoren ausgelöst worden.

## Schriften
- Solonos nomoi. Die Fragmente des solonischen Gesetzeswerkes (= Historia. Einzelschriften. Band 9). Steiner, Wiesbaden 1966.
- Untersuchungen zur Geschichte des athenischen Strafrechts (= Graezistische Abhandlungen. Band 4). Böhlau, Köln-Graz 1968.
- Untersuchungen zu Staat und Politik in Griechenland. Vom 7. – 4. Jh. v. Chr. aku, Bamberg 1978.
- Athenische Innenpolitik im 5. Jahrhundert v. Chr. Ideologie oder Pragmatismus? aku, Bamberg 1978.
- Ein altgriechisches Gesetzbuch. Aus dem Kontext von Platons Gesetzen herausgehoben und in das Deutsche übersetzt (= Quellen und Forschungen zur antiken Welt. Band 38). tuduv, München 2001, ISBN 3-88073-585-9.
- Die frühen römischen Annalisten. Untersuchungen zur Geschichtsschreibung des 2. Jahrhunderts v. Chr. (= Philippika. Band 2). Harrassowitz, Wiesbaden 2004, ISBN 3-447-05015-2.
- Kleine Schriften zur griechischen Rechtsgeschichte (= Philippika. Band 10). Harrassowitz, Wiesbaden 2004, ISBN 3-447-05220-1.
- Solon / Das Gesetzeswerk. Fragmente. Übersetzung und Kommentar (= Historia. Einzelschriften. Band 215). Stuttgart 2010, ISBN 978-3-515-09709-3.